# Léon Riant
Léon Riant, né le 26 septembre 1828 à Paris et mort le 20 juillet 1903 à Vieure (Allier), est un homme politique français. Il est député de l'Allier de 1871 à 1876.

## Biographie
Léon Marie Didier Riant est le fils d'un notaire parisien, Didier Riant (1790-1864), qui se lança ensuite dans les affaires et participa au lotissement de la plaine Monceau mené par les frères Péreire.
Polytechnicien de formation, il devient inspecteur des finances.
Léon Riant a été le rapporteur d’un rapport parlementaire (le rapport Riant) analysant les stocks d’armements de l’armée française en 1870, jugés insuffisants, situation expliquant en partie la défaite contre l’Allemagne la même année. C’est le rapport Riant, charge contre les « faiblesses des gouvernements de gauche », et ses opinions politiques connues, qui lui vaudront sa nomination au poste envié de directeur des Postes, «l’un des services administratifs les plus importants de France», par le gouvernement conservateur du duc de Broglie (dit gouvernement du 16 mai). Ce poste sera vu à l’époque comme une nomination politique visant à contrôler la diffusion de la presse d’opposition, notamment par une instruction donnée aux agents de ne distribuer les journaux que nominativement. La perception politique de son rôle l’exposera à diverses polémiques destinées à l’affaiblir. En particulier il sera soupçonné d’avoir commandé d’importants et dispendieux travaux à l’Hôtel des Postes, incluant une rénovation des cuisines et l’installation d’un monte-plats, qui seront présentés par l’opposition comme les dérives d’un grand bourgeois reproduisant dans sa fonction publique son mode de vie dans la sphère privée.
Avec son frère Ferdinand Riant, il a été à l’origine du projet de création d’une banque catholique, l’Union générale. Il en fut le principal promoteur, suivi par le marquis de Biencourt, le comte de Damas d’Hautefort, le comte de Villermont et Paul Dumas Descombes.
L’objet de l’Union générale était de créer une banque d’affaires qui soit bienveillante à l’égard des milieux catholiques, certains autres acteurs bancaires pouvant être perçus à l’époque par ces derniers comme leur étant hostiles. Pour capitaliser la banque à sa création, l’idée était de proposer aux investisseurs d’apporter leurs « titres pontificaux » (des titres de dette émis par le Vatican, souscrits en grande partie par les milieux catholiques européens et plus tard convertis en dette de l’État italien) à la nouvelle banque pour former son capital initial. La banque devait alors vendre les titres de dettes italiens pour transformer cet actif en capitaux propres. L’ensemble de cette opération reposait sur la capacité des promoteurs de l’Union générale à gagner la confiance des milieux catholiques conservateurs, en leur proposant de repositionner leur investissement (leur aide au pape s’étant transformée en prêt à l’État italien) sur un projet conforme aux valeurs qu’ils souhaitaient soutenir.
L'Union générale obtint à sa création la bénédiction du Pape, qui considérait la présence de Léon Riant comme « une très grande garantie ».
C’est ainsi que l’Union générale déclarait dans son prospectus de levée de fonds publié dans les grands journaux nationaux en août 1875 « Les noms des personnes qui ont bien voulu nous donner leur haut patronage et qui consentent à faire partie du premier conseil de surveillance qui sera nommé par l’Assemblée générale nous dispensent de toute indication de référence sur notre Maison ».
L'Union générale fut active pendant quatre années. Si elle connut une belle période de prospérité à ses débuts, l’histoire se termina par le premier krach boursier majeur de l’histoire.
Léon Riant était aussi président des Brasseries austro-françaises, créées en 1788, et qui avaient pour actionnaire de référence l’Union Générale, et administrateur de The Anglo French Fire Insurance Company, une compagnie d’assurance créée à Londres en 1879, plus tard renommée Lion Insurance Company et faisant aujourd’hui partie du groupe Aviva.
De 1880 à 1886, il est directeur général et membre du conseil d'administration de la Compagnie du câble télégraphique de Paris & New York. Cette dernière a été créée en 1879 par Augustin Pouyer-Quertier, ancien ministre et industriel normand, pour relier Paris à New-York directement sans passer par Londres. Elle posa deux principaux câbles sous-marin, en 1879 et 1880, ce dernier sera utilisé jusqu’en 1962.
Il est propriétaire terrien en Bourbonnais, à Vieure, où il possède le château de La Salle et dont il est maire de 1865 à 1878. Son frère Théodore (1832-1901), maire de Vieure de 1878 à 1901, fait construire, à Vieure également, le château de La Chaussière, tandis qu'un autre frère, Charles (1825-1892), restaure et aménage le château de Coulombière, dans la commune voisine de Saint-Aubin-le-Monial.
Léon Riant est représentant de l'Allier de 1871 à 1876, siégeant à droite et il est inscrit à la réunion des Réservoirs. Battu en 1876, il quitte la vie politique.
Il est directeur général des Postes de 1873 à 1878.

### Sources
- « Léon Riant », dans Adolphe Robert et Gaston Cougny, Dictionnaire des parlementaires français, Edgar Bourloton, 1889-1891 [détail de l’édition]